# Championnat de Roumanie de football 1961-1962
Navigation
Saison précédente Saison suivante
La saison 1961-1962 du Championnat de Roumanie de football était la 44e édition de la première division roumaine. Le championnat rassemble les 14 meilleures équipes du pays au sein d'une poule unique, où chaque club rencontre tous ses adversaires deux fois, à domicile et à l'extérieur.
C'est le club du Dinamo Bucarest qui termine en tête du championnat et qui remporte le 2e titre de champion de Roumanie de son histoire.

## Les 14 clubs participants
| - Dinamo Bucarest - Dinamo Bacău - FC Petrolul Ploiești - Steaua Bucarest - FC Progresul Bucarest - Steagul Roșu Orașul Stalin - Dinamo Pitești - Promu de Divizia B | - UT Arad - CS Minerul Lupeni - Știința Cluj - FC Rapid Bucarest - Știința Timișoara - SC Jiul Petroșani - Promu de Divizia B - FCM Târgoviște - Promu de Divizia B |

## Compétition

### Classement
Le classement est établi en utilisant le barème suivant :
- Victoire : 2 points
- Match nul : 1 point
- Défaite, forfait ou abandon : 0 point

| Rang | Équipe                     | Pts | J  | G  | N | P  | Bp | Bc | Diff |
| ---- | -------------------------- | --- | -- | -- | - | -- | -- | -- | ---- |
| 1    | Dinamo Bucarest            | 36  | 26 | 14 | 8 | 4  | 62 | 35 | +27  |
| 2    | FC Petrolul Ploiești       | 33  | 26 | 13 | 7 | 6  | 57 | 33 | +24  |
| 3    | Progresul Bucarest         | 31  | 26 | 12 | 7 | 7  | 47 | 32 | +15  |
| 4    | Steagul Roșu Orașul Stalin | 29  | 26 | 13 | 3 | 10 | 52 | 39 | +13  |
| 5    | FC Rapid Bucarest          | 28  | 26 | 10 | 8 | 8  | 38 | 37 | +1   |
| 6    | Dinamo Bacău               | 27  | 26 | 11 | 5 | 10 | 35 | 36 | -1   |
| 7    | Știința Cluj               | 26  | 26 | 10 | 6 | 10 | 46 | 44 | +2   |
| 8    | Știința Timișoara          | 25  | 26 | 10 | 5 | 11 | 38 | 42 | -4   |
| 9    | Steaua Bucarest (T) (C)    | 24  | 26 | 10 | 4 | 12 | 53 | 45 | +8   |
| 10   | UT Arad                    | 24  | 26 | 9  | 6 | 11 | 42 | 41 | +1   |
| 11   | CS Minerul Lupeni          | 23  | 26 | 11 | 1 | 14 | 25 | 51 | -26  |
| 12   | SC Jiul Petroșani (P)      | 22  | 26 | 8  | 6 | 12 | 39 | 49 | -10  |
| 13   | FCM Târgoviște (P)         | 19  | 26 | 7  | 5 | 14 | 33 | 66 | -33  |
| 14   | Dinamo Pitești (P)         | 17  | 26 | 7  | 3 | 16 | 35 | 52 | -17  |

|  | Qualifié pour la Coupe des clubs champions 1962-1963  |
|  | Qualifié pour la Coupe des Coupes 1962-1963           |
|  | Qualifié pour la Coupe des villes de foires 1962-1963 |
|  | Relégation en Divizia B                               |

## Bilan de la saison
| Tableau d'Honneur                   |                 |
| Compétition                         | Vainqueur       |
| Championnat de Roumanie de football | Dinamo Bucarest |
| Coupe de Roumanie de football       | Steaua Bucarest |

| Qualifications européennes           |                      |
| Compétition                          | Qualifié             |
| Coupe des clubs champions 1962-1963  | Dinamo Bucarest      |
| Coupe des Coupes 1962-1963           | Steaua Bucarest      |
| Coupe des villes de foires 1962-1963 | FC Petrolul Ploiești |

| Promotions et relégations |                                                            |
| Promus en Divizia A       | Farul Constanța CSMS Iași Crișana Oradea Viitorul Bucarest |
| Relégué en Divizia B      | SC Jiul Petroșani FCM Târgoviște Dinamo Pitești            |